# Campionati italiani assoluti di scherma del 1925
I Campionati italiani assoluti di scherma del 1925 sono stati organizzati dalla Federazione Italiana Scherma.
Nel fioretto, si è aggiudicato il titolo dei campionati italiani Gioacchino Guaragna. Il titolo della spada è andato a Renzo Minoli.
Nella sciabola Giulio Sarrocchi ha vinto il titolo nazionale maschile.
Per tutti e tre si è trattata della prima affermazione.

## Podi

### Uomini
| Specialità  | Oro                 | Argento | Bronzo |
| Individuali |                     |         |        |
| Fioretto    | Gioacchino Guaragna | -       | -      |
| Spada       | Renzo Minoli        | -       | -      |
| Sciabola    | Giulio Sarrocchi    | -       | -      |